# ادمایر راکتی
ادمایر راکتی (انگلیسی: Admire Rakti) یک اسب مسابقه اهل ژاپن بود که در میدان اسب‌دوانی فلمینگتون در ملبورن، استرالیا درگذشت.

## پیش‌زمینه
ادمایر راکتی یک اسب با رنگ کهر و نشانهٔ ستارهٔ سفید بود که در ژاپن و توسط مزرعهٔ نوردن پرورش یافت. او از اولین نسل تولدهای اسبی بود که توسط هارتز کرای تولید مثل شده بود؛ هارتز کرای اسبی بود که در میان پیروزی‌هایش مسابقاتی همچون آریما کینن و دوبی شیما کلاسیک را به‌دست آورده بود. در دوران مسابقه، ادمایر راکتی مالک و مربی‌اش به‌ترتیب ری‌ایچی کاندو و تومویوکی اومدا بودند.

## دوران مسابقه

### ۲۰۱۰–۲۰۱۴: مسابقه در ژاپن
ادمایر راکتی در دو سالگی در اواخر ۲۰۱۰ دو بار به مسابقه رفت و در دومین حضورش یعنی ۱۱ دسامبر در مسابقهٔ ۱۸۰۰ متری «اولین مسابقه برای اسبان تازه وارد» در هنشین برنده شد. در سال بعد هفت بار مسابقه داد و تنها پیروزی خود را در سپتامبر در همان میدان در مسافت ۲۰۰۰ متر کسب کرد. در چهار سالگی نیز هفت مسابقه داد و دو بار در ناکایاما پیروز شد و در مسابقهٔ ۲۴۰۰ متری «مسابقات کوتُ اِستیکس» در کیوتو در اکتبر به پیروزی دست یافت. در دو مسابقهٔ پایانی همان سال، به ردهٔ بالاتر ارتقا یافت و در مسابقهٔ «اندروما اِستیکس» و «کینکو شو درجهٔ دو» به‌ترتیب مقام سوم را کسب کرد.
در پنج‌ساله‌گی عملکرد بهتری نشان داد و در برخی از معتبرترین مسابقات ژاپن شرکت کرد. پس از کسب رتبهٔ سوم در اولین حضور، در مسافتی معادل ۳۴۰۰ متر شرکت کرد و مسابقهٔ «دایموند اِستیکس» را در توکیو برد، با تفاضل دو و نیم طول از اسبی که در سال ۲۰۱۰ در «تنو شو» پیروز شده بود به نام Jaguar Mail. او در شش مسابقهٔ باقی‌مانده پیروزی نداشت اما در مسابقات «تنو شو» و جاپن کاپ در جایگاه چهارم قرار گرفت. در دو مسابقهٔ آغازین ۲۰۱۴، او در برابر گلد شیپ در هنشین دوم شد و سپس بدون جایگاه در «تنو شو» به کار خود پایان داد.

### ۲۰۱۴: دورهٔ استرالیا
در پاییز ۲۰۱۴، ادمایر راکتی برای حضور در مسابقهٔ «ملبورن کاپ» به استرالیا فرستاده شد. در ۱۸ اکتبر، او برای آماده‌سازی در مسابقهٔ درجهٔ یک «کالفیلد کاپ» با مسافت ۲۴۰۰ متر شرکت کرد که سوارکارش زک پورن از استرالیا و مقیم هنگ‌کنگ بود. یازده روز پیش از آن، او در ایستگاه قرنطینهٔ ویرربی مورد حملهٔ اسب همراهش به نام «ادمایر اینازوما» قرار گرفت اما آسیبی جدی ندید.
با ضریب ۱۰ به ۱ در «کالفیلد کاپ»، ادمایر راکتی از مسیر بیرونی فشار آورد، در مراحل پایانی پیش افتاد و با نیم طول جلو زدن از اسب نیوزیلندی «رایزینگ رومنس» و با فاصلهٔ نیم طول دیگر از «لوسیا والنتینا» در جایگاه سوم، پیروز شد. پس از مسابقه، مربی‌اش تومویوکی اومدا گفت «خیلی خوشحالم که می‌گریم. هیچ اسب ژاپنی تاکنون این مسابقه را نبرده بود بنابراین برایم افتخار بزرگی است. او امروز با هندیکپ ۵۸ کیلوگرم شرکت کرده و در ژاپن مسابقات پر‌اهمیتی انجام نداده بود، پس نمی‌دانستیم چگونه پیش خواهد رفت، ولی شاید او استرالیا را دوست دارد.»

#### ۲۰۱۴: ملبورن کاپ و مرگ
پیروزی او در «کالفیلد کاپ» باعث افزایش وزنش به ۵۸٫۵ کیلوگرم برای مسابقهٔ «ملبورن کاپ» شد؛ وزنی که از زمان «تینک بیگ» در سال ۱۹۷۵ هیچ برنده‌ای با آن وزن برنده نشده بود. او با ضریب ۹ به ۲ به‌عنوان گزینهٔ محبوب شروع کرد اما در ۶۰۰ متر پایانی کاملاً ضعیف شد و در میان ۲۲ شرکت‌کننده آخر ایستاد. پس از پایان مسابقه، فرو ریخت و به‌علت ایست قلبی ناشی از فیبریلاسیون بطنی درگذشت.
پس از مرگش، زک پورن اظهار کرد «وقتی دیدم در نصف مسیر نمی‌تواند من را بکشد فوراً سرعتش را کم کردم، سلامت اسب اولویت دارد. خیلی ناراحت‌کننده است. او به من هیجان زیادی در کالفیلد داد و اینکه چنین چیزی برایش اتفاق افتاد منصفانه نیست.» سپس آرسی‌پی‌سی‌ای استرالیا بیانیه‌ای منتشر کرد: «این‌رویداد یادآور خطرات واقعی مسابقات برای اسب‌هاست. متأسفانه آسیب و مرگ بهایی است که برخی اسب‌ها برای سرگرمی ما در ورزشی می‌پردازند که فشار زیادی بر آن‌ها وارد می‌کند.»
اسکلت ادمایر راکتی در باغ یادبود اسطوره‌های زنده در گرینوِیل، ویکتوریا دفن شد.